# ダニエル・ヴィエルジュ
ダニエル・ヴィエルジュ (西：Daniel Vierge、1851年3月5日 - 1904年5月10日) はスペイン - フランスの画家、製図工、イラストレーター。マドリードで生まれ、パリで活躍した。
30歳のときに病で右半身不随となるが、左手でも多くの作品を残し、『レ・ミゼラブル』、『ドン・キホーテ』などの小説の挿絵も描いた。

## 経歴
| 父ビセンテ（左）と弟サムエル |  | 父ビセンテ（左）と弟サムエル |
| 父ビセンテ（左）と弟サムエル |  |                              |

ダニエル・ヴィエルジュ（本名：Daniel Urrabieta Vierge）は、製図工の父親、ビセンテ・ウラビエタとフランス生まれの母親、フアナ・ヴィエルジュ・デ・ラ・ベガの間にマドリードで生まれた。弟のサムエル・ウラビエタものちに画家となった。
彼は1864年から王立サン・フェルナンド美術アカデミーで学び、フェデリコ・デ・マドラーソに師事した。1869年頃に家族とともにパリへ移住し、普仏戦争が始まると、家族はスペインに戻った。
彼は1870年に雑誌『ル・モンド・イリュストレ』で働き始め、1870年9月17日号に初めて彼のイラストが掲載された。
彼は自分の作品にセカンド・ネームのVIERGEと署名した。これはフランス人にとって覚えやすい名前であるだけでなく、ともに画家として活動していた父親と区別するためでもあった。
彼は版画家のエドモン・モランの作品から影響を受け、1871年パリ・コミューンにおいてはギュスターヴ・フルーランス (fr) やロワール・リゴー (fr) などの革命指導者も描いた。
パリ・コミューンの後、版画家のアメデ・ドーデナルデと組んで、第三次カルリスタ戦争のイラストを数多く描いた。また、彼は自分の作品のみならず、父親やリュック＝オリヴィエ・メルソンなどの各国に派遣されていたイラストレーターから送られたスケッチの版下も手がけた。
1871年から1878年にかけては、彼の最も著名とされるいくつかの作品が生み出された。『スペインのクリスマス』『トラファルガー広場での共和党集会』『アンダルシアでの列車への攻撃』『パレルモでのサンタ・ロサリアの饗宴』『エル・エスコリアル図書館の火』『シチリア島の盗賊』『コンスタンチノープルの夜のパーティー』『スペイン内戦のエピソード』『雄牛の戦い』『アトーチャ大聖堂でのアルフォンソ12世王とメルセデス王女の結婚式』などがそれである。
1879年には『ル・モンド・イリュストレ』を離れ、新しい雑誌『ラヴィ・モデルヌ 』(fr) の創刊に携わった。1880年に彼は画家のマルティン・リコ と共にガリシアとカスティーリャを旅し、同地の風景を描いた。

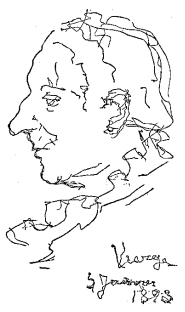
病後の右手によるドローイング (1893年)

ところが、1882年2月14日に脳卒中を発症、右半身に片麻痺が起こり、会話や記憶にも影響を受けたが、妻のクララの献身的な看護を受けて部分的に恢復し、左手で描くことを学びながら仕事を再開した。
以後、本の挿絵でも活躍し、フランシスコ・デ・ケベードの小説『詐欺師ドン・パブロスの生涯』(1882年:es)に描いた、写真版画の技法を用いた挿絵は脚光を浴びた。
ヴィクトル・ユーゴーの『レ・ミゼラブル』(1882年版)や、セルバンテスの『ドン・キホーテ』の挿絵も著名で、後者については1893年に画家のカルロス・ヴァスケス (en) とともにラ・マンチャを旅し、アルガマシージャ・デ・アルバ (es) やアルカサル・デ・サン・フアン (es) 、カンポ・デ・クリプターナで作成したスケッチをもとに、さまざまな版の挿絵を描いた。
しかし、ヴィエルジュの挿絵で最も重要な作品はジュール・ミシュレの『フランス史』とされる。これは全26巻構成で、ヴィエルジュのドローイングが約一千点含まれている。
1889年9月29日、彼はパリ万国博覧会で初のメダルを獲得した。
1898年、ヴィエルジュの『ドン・キホーテ』はパリの「アール・ヌーボー・ギャラリー」に出品された。同年、ヴィエルジュは木版画を称揚する雑誌『イマージュ』(fr) に寄稿し、1900年のパリ万国博覧会ではグランプリを受賞した。
1904年4月2日、彼の母親がパリのグーテンベルク通りにあるアパルトマンで死去。約一か月後の5月10日、ヴィエルジュはブローニュ＝ビヤンクールで死去し、モンパルナス墓地に埋葬された。

## 作品

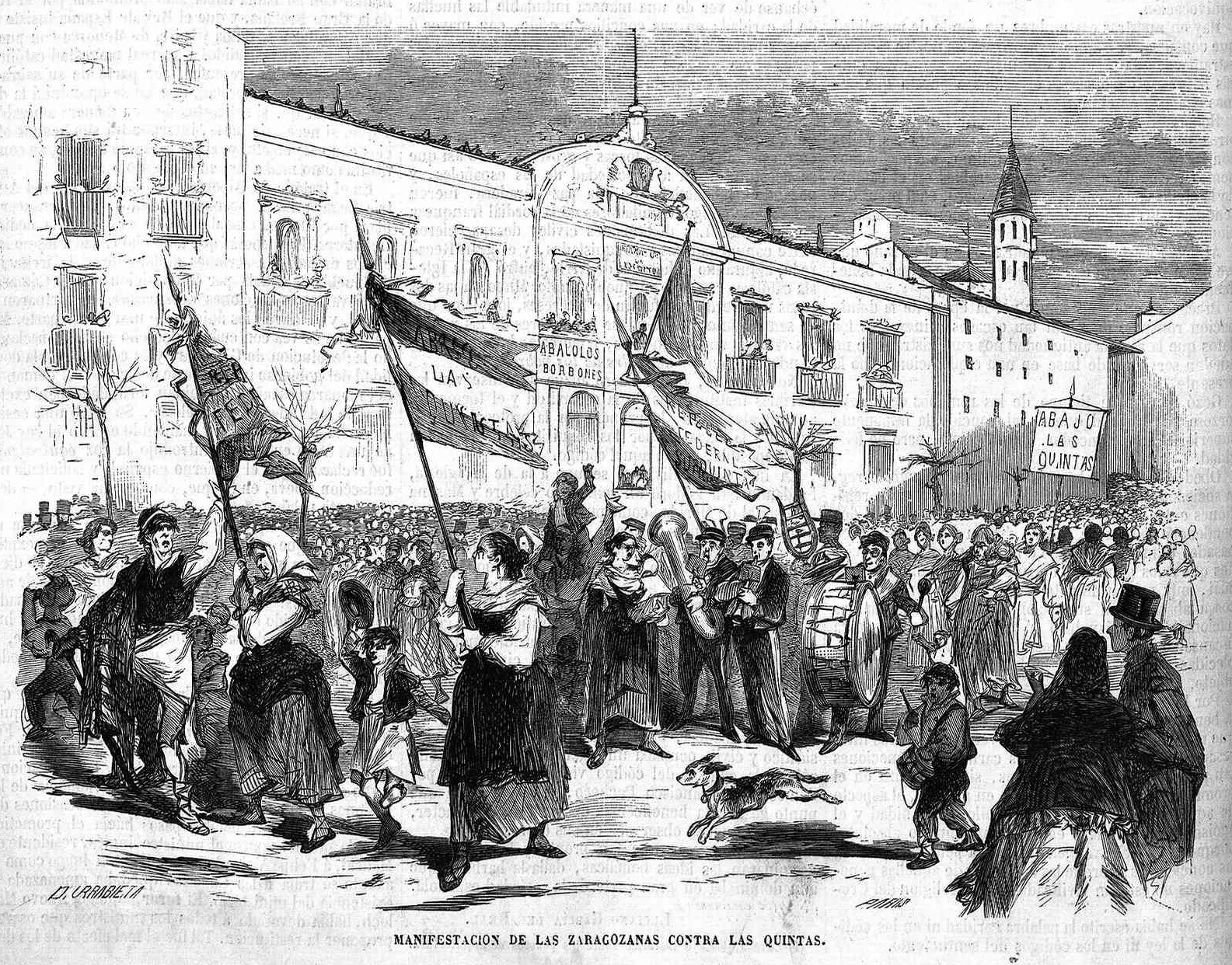
サラゴサでのデモ (1869年)
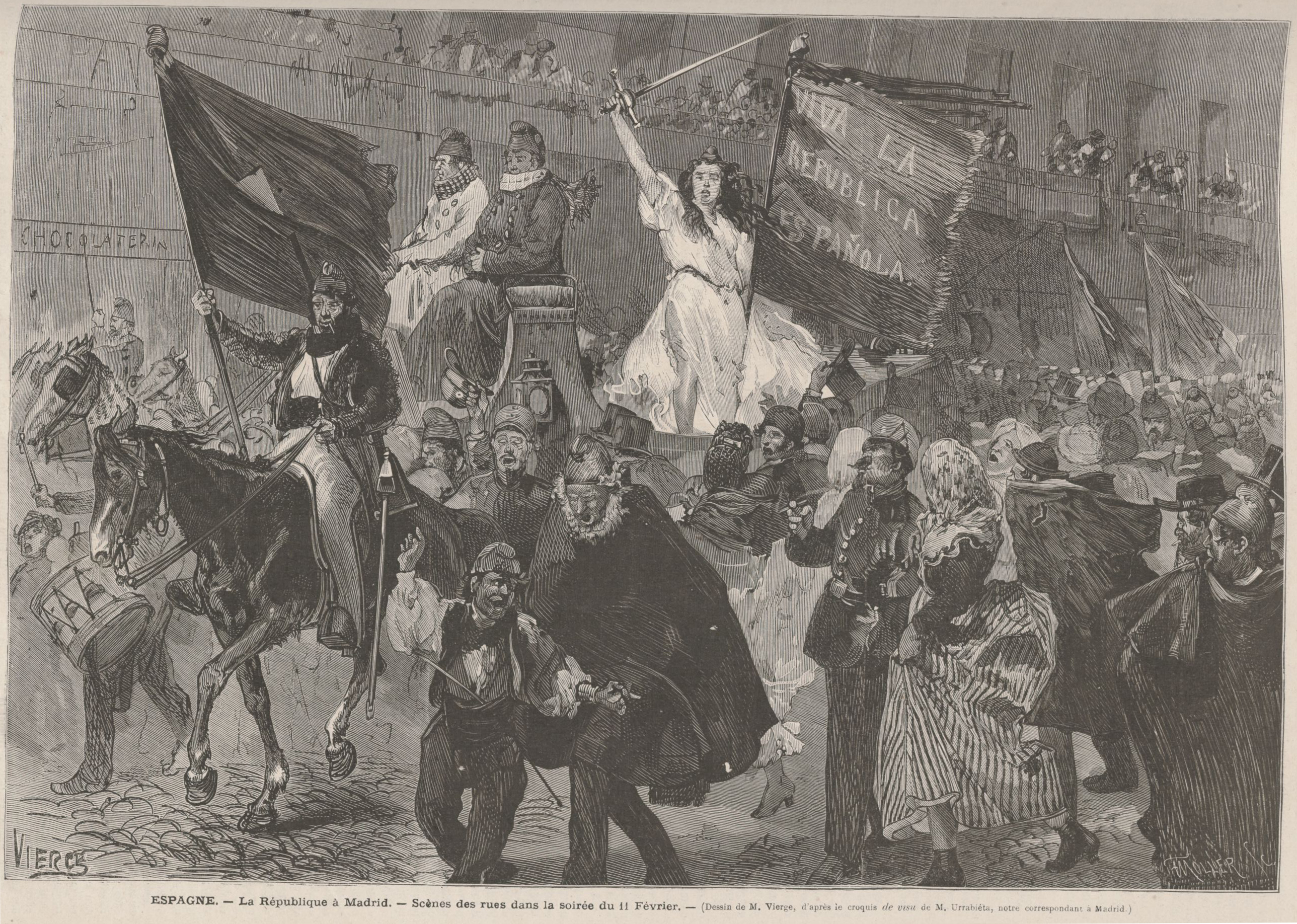
スペイン第一共和政の樹立 (1873年)
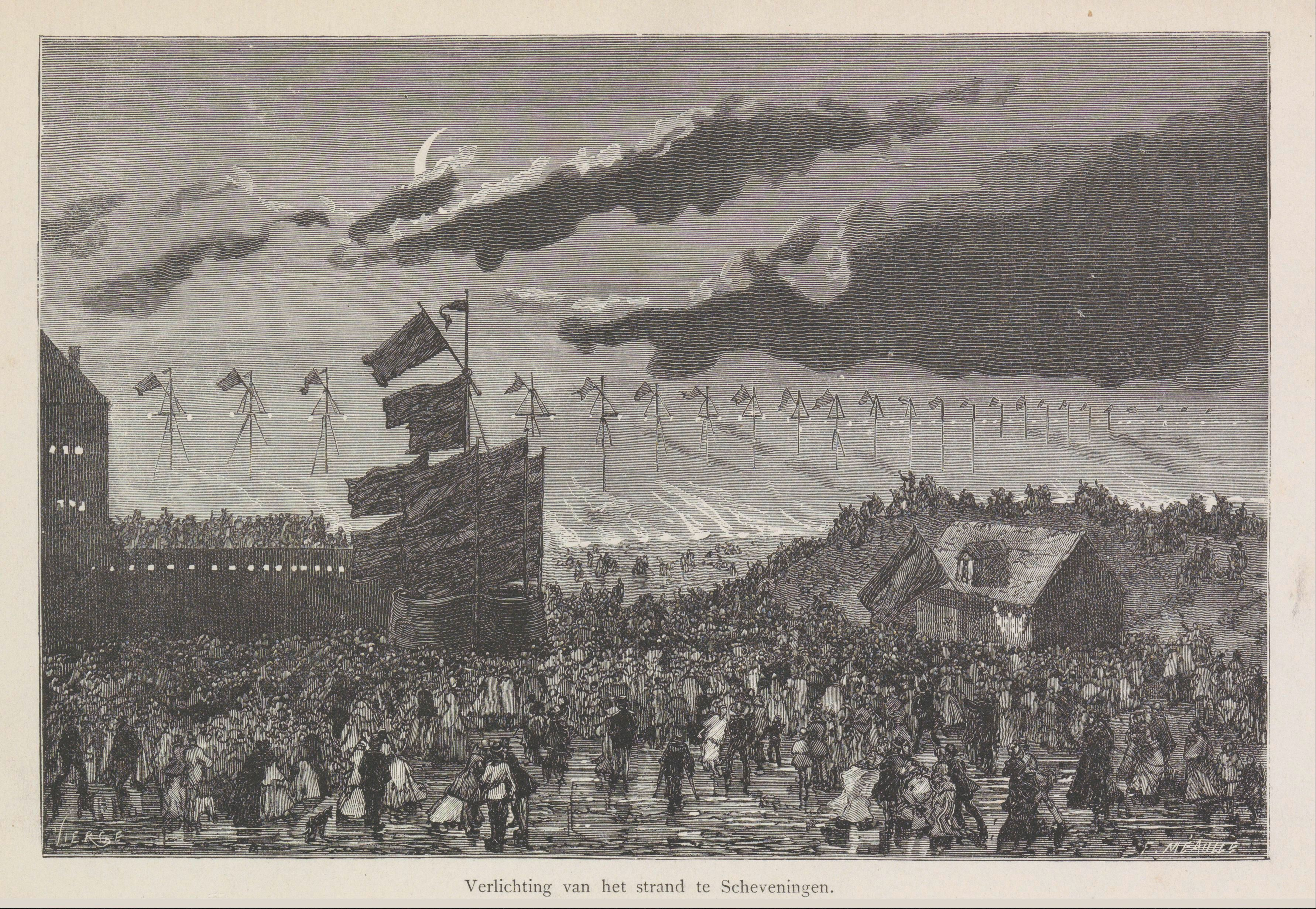
スヘフェニンゲンのイルミネーション (1874年)
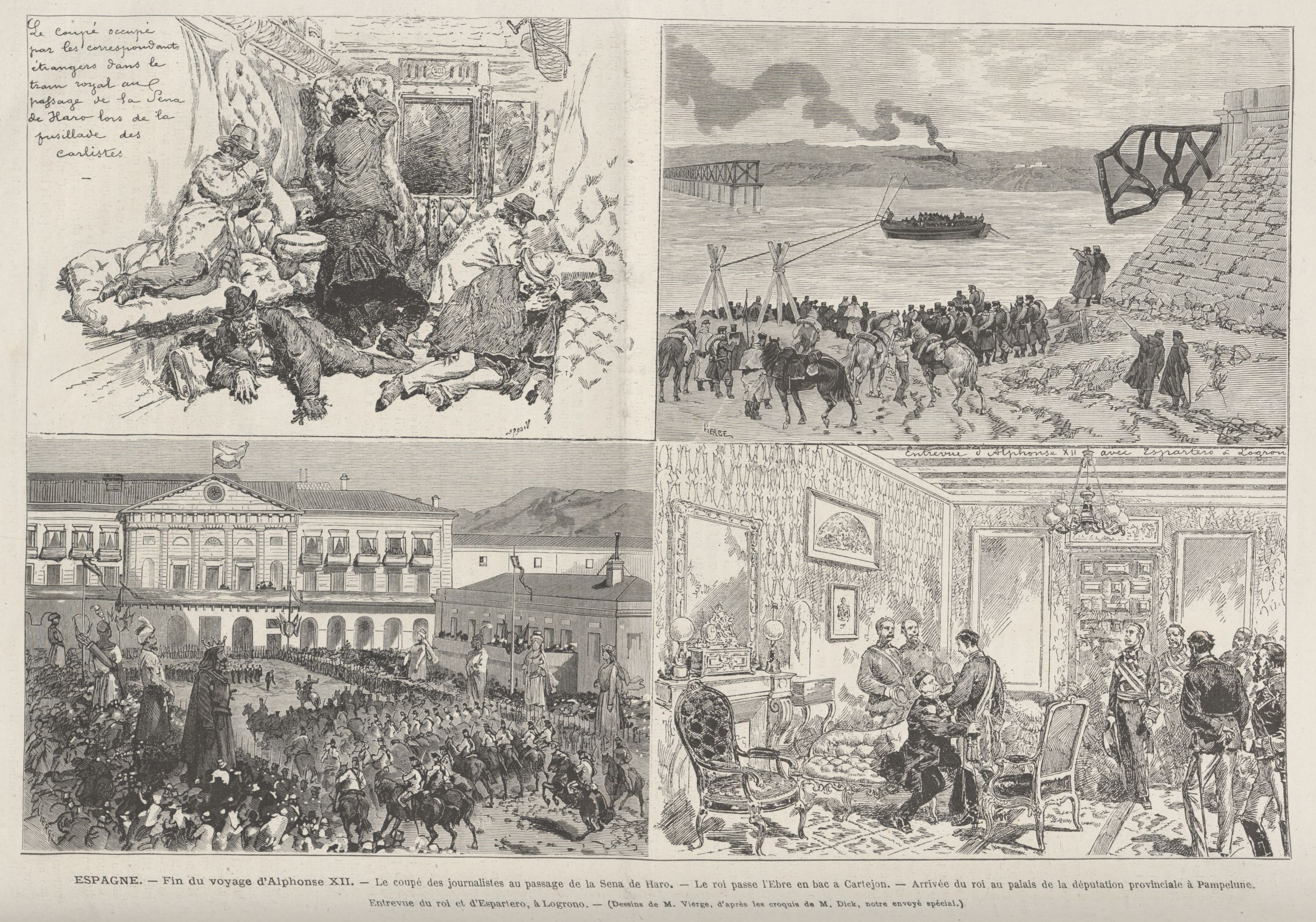
アストゥリアス公アルフォンソの旅 (1875年)

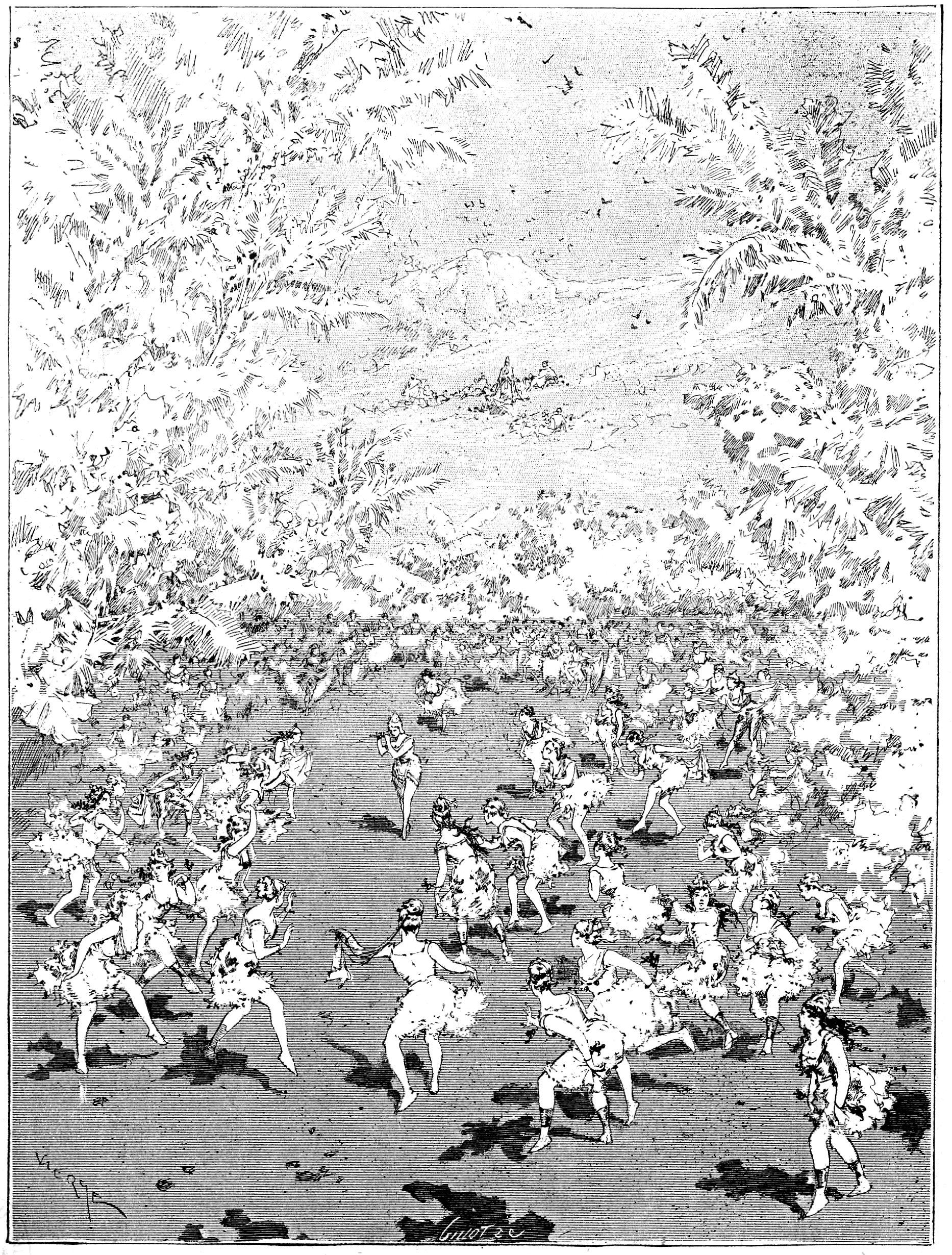
マスネ『ラオールの王』 (1877年)
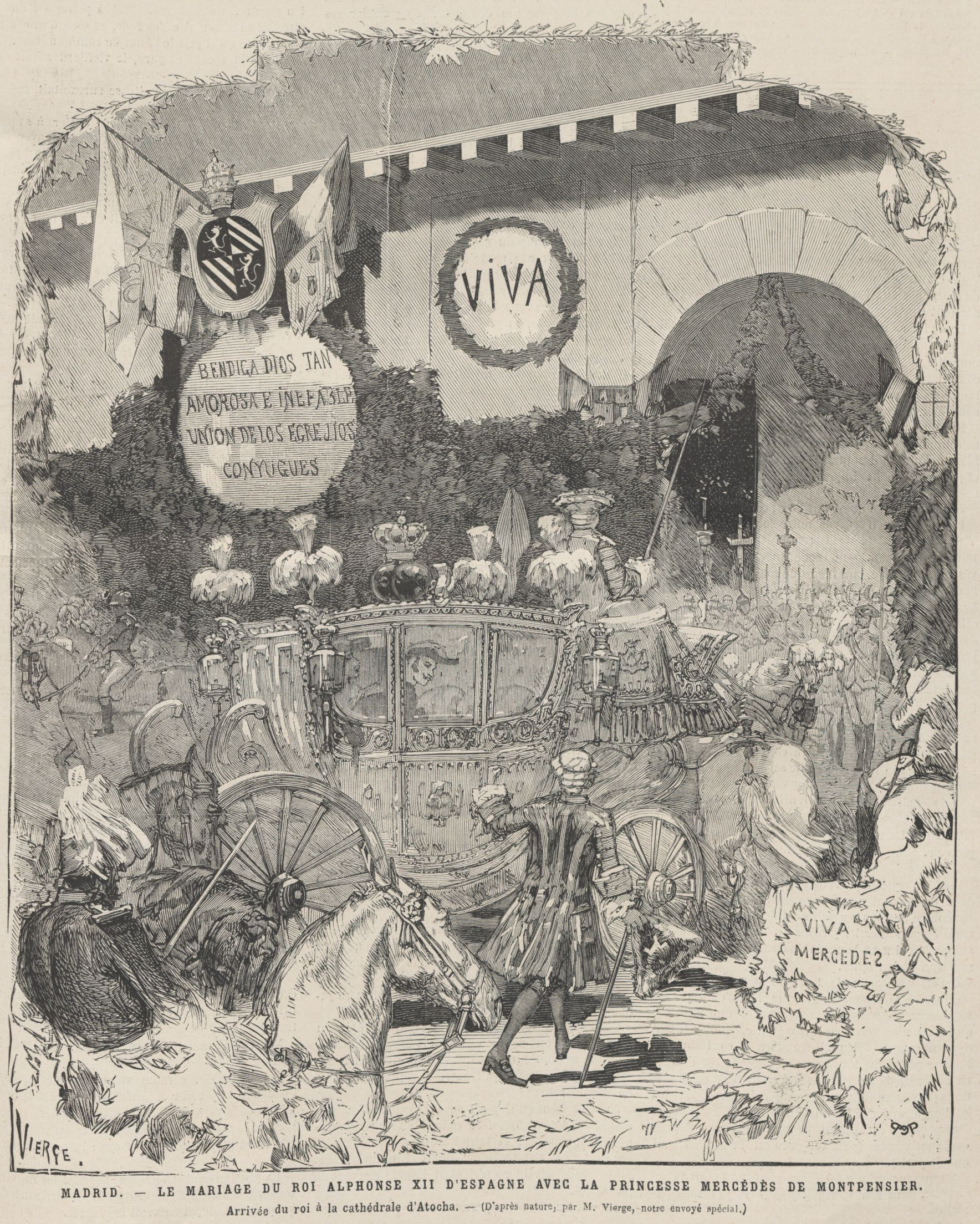
アルフォンソ12世の婚礼 (1878年)
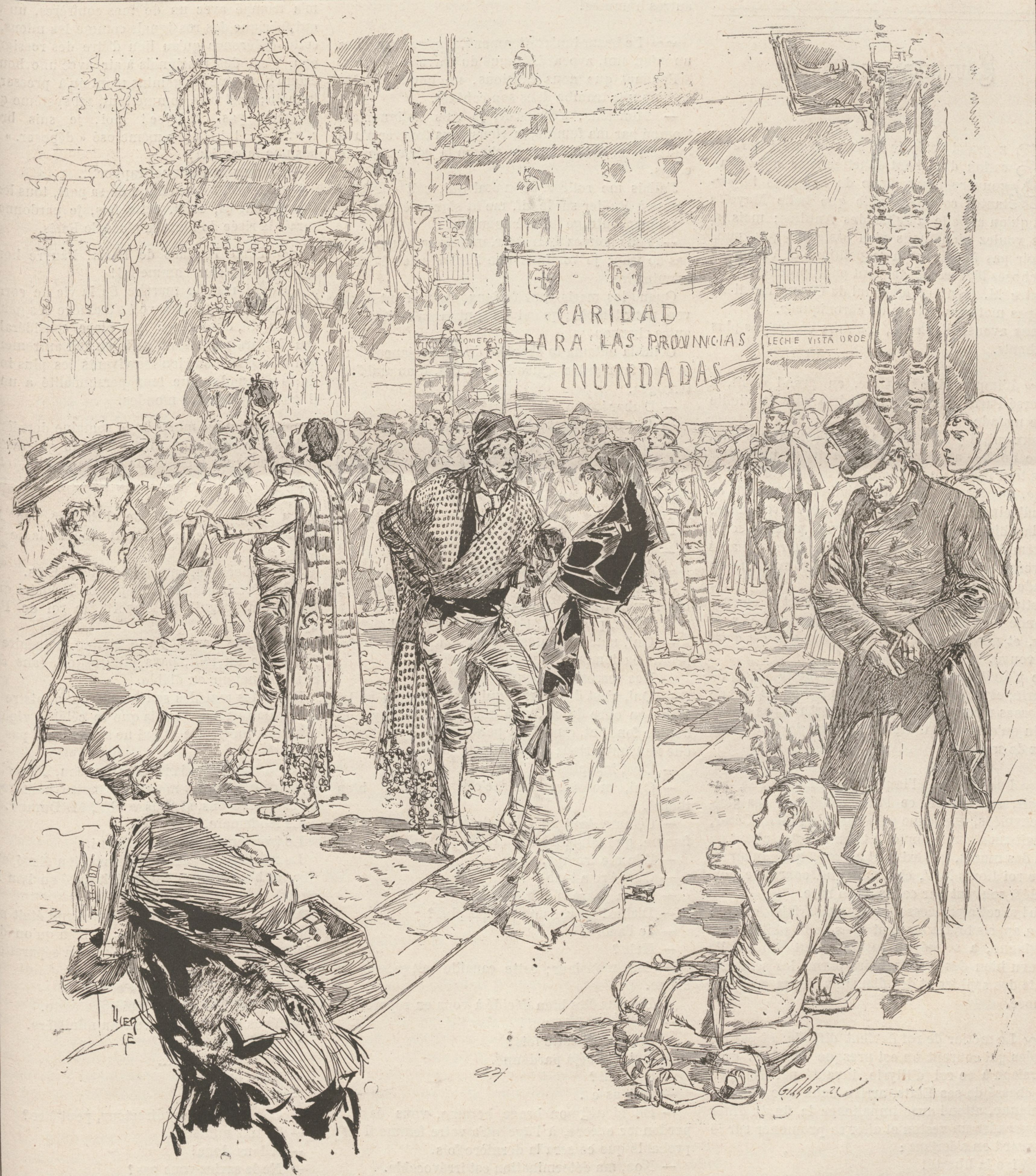
マドリードの水害で物乞いをする少年 (1879年)
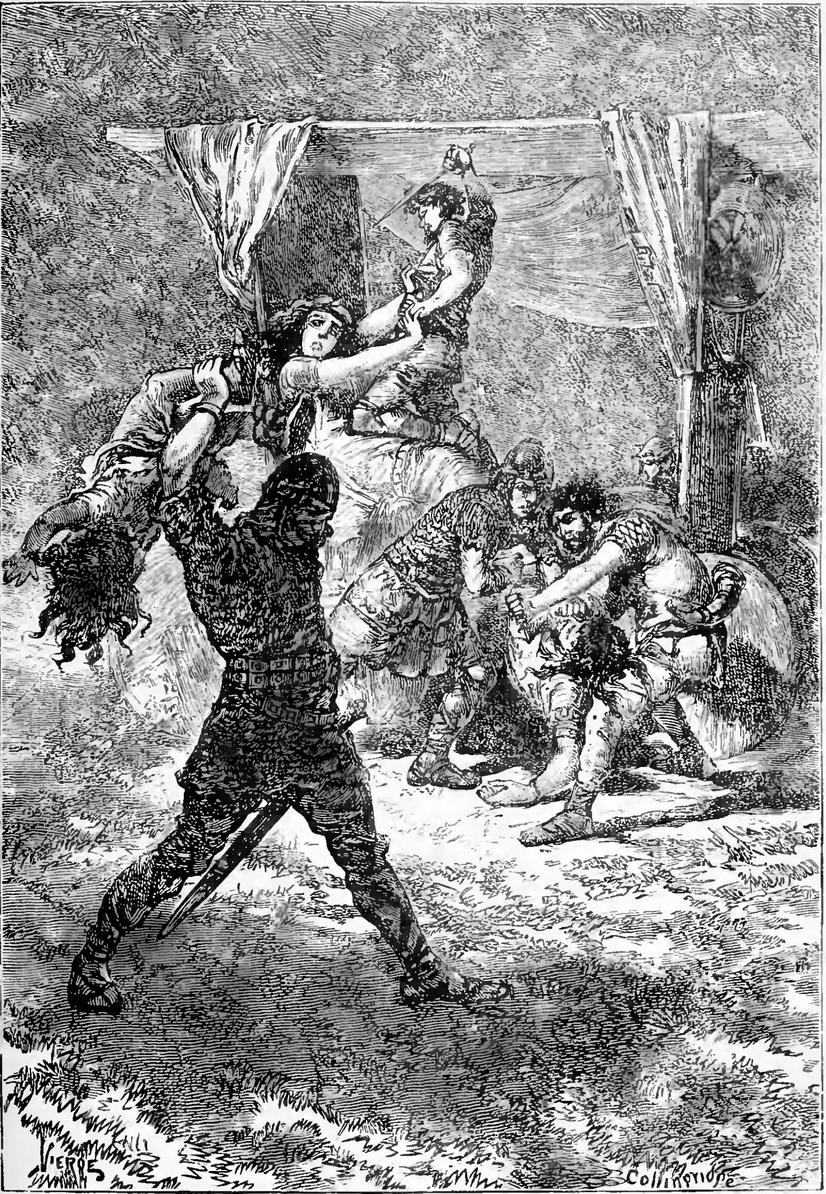
J.ミシュレ『フランス史』 (1880年)
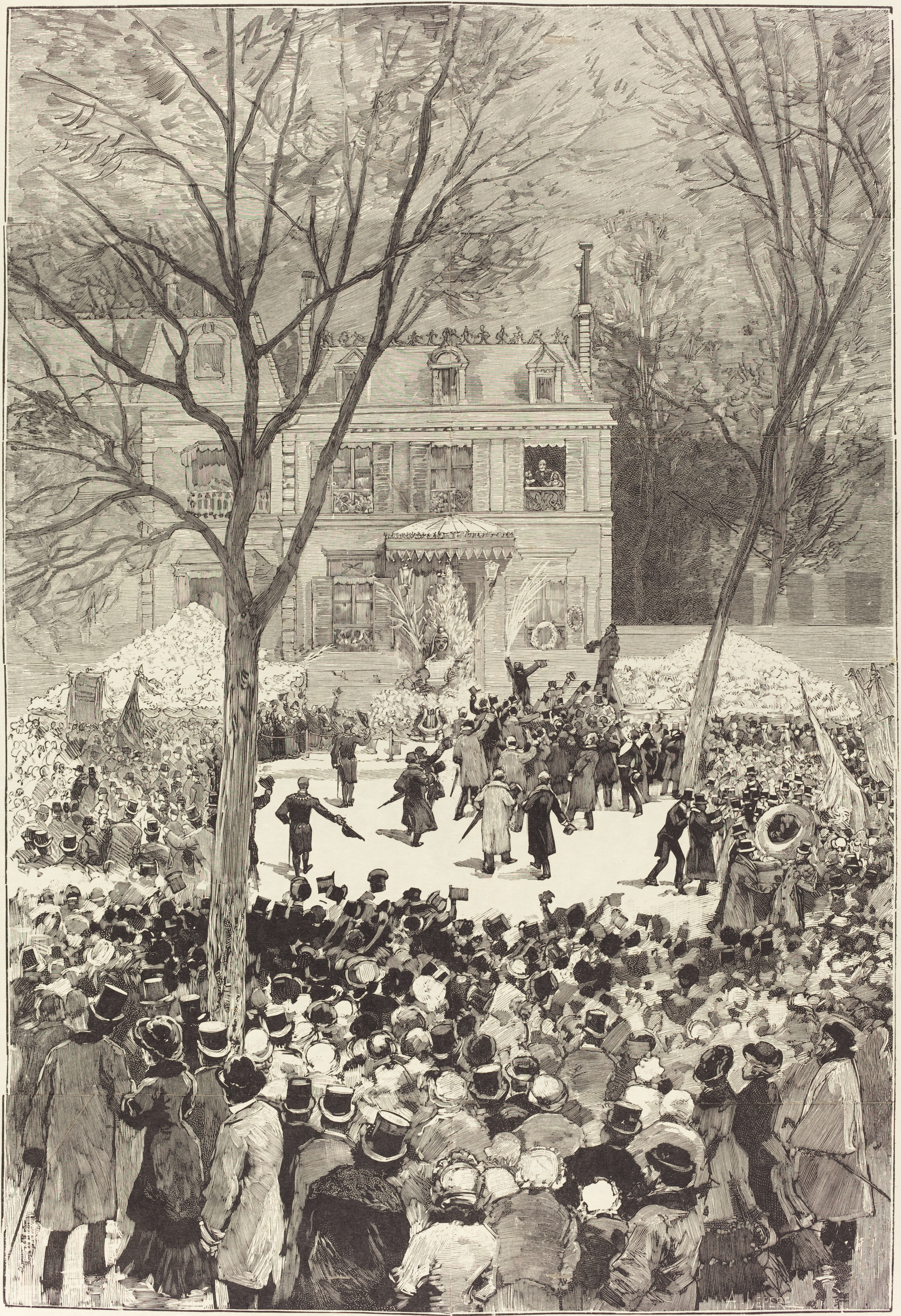
ユーゴー生誕80周年式典 (1881年)
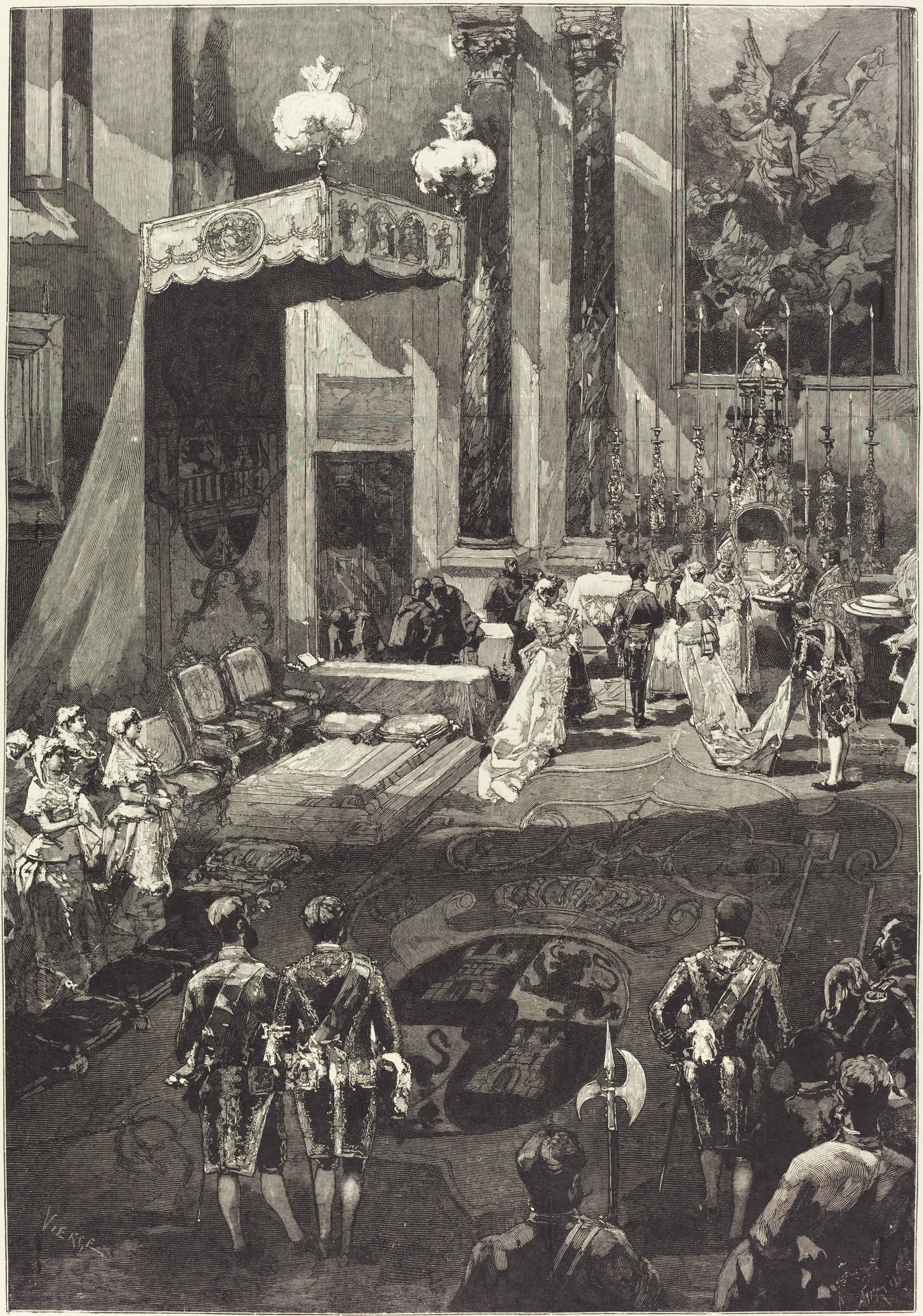
マリア・テレサの誕生 (1882年)